# دزیری کوستو
دزیری کوستو (انگلیسی: Desireé Cousteau) نام هنری بازیگر پورنوگرافی پیشین اهل ایالات متحده آمریکا است که در دهه‌های هفتاد و هشتاد میلادی فعالیت می‌کرد. وی بیشتر برای بازی در فیلم‌های هلوهای قشنگ (۱۹۷۸) و داخل دزیری کوستو (۱۹۷۹) شناخته شده‌است. در سال ۱۹۹۳ وی به تالار مشاهیر ایکس‌آرسی‌او و در سال ۱۹۹۷ به تالار مشاهیر ای‌وی‌ان فرا خوانده شد.